# Nagari Aie Dingin
Nagari Aie Dingin is een bestuurslaag in het regentschap Solok van de provincie West-Sumatra, Indonesië. Nagari Aie Dingin telt 9610 inwoners (volkstelling 2010).